# Szórt korong
A szórt korong a Naprendszer külső részén, a Kuiper-övön túl egy égitestekkel gyéren benépesített terület. Belső határa behatolva a Kuiper-övbe 30 csillagászati egység, míg külső határként néhány tagjának pályája akár 1000 CsE-re is elnyúlhat. Az Eris (törpebolygó), a Gonggong és a Sedna a három legnagyobb ismert szórtkorong-objektum (SDO).

## Szerkezete

Az ismert szórtkorong-objektumok áttekintése. Vízszintesen a fél-nagytengely (felül, AU=CsE) és a keringési idő (zöld skála, év), míg függőlegesen a pályaferdeség (inklináció) van fokokban. Szürke színnel a Kuiper-öv elemei láthatók. A körök nagysága az objektumok egymáshoz viszonyított méretét ábrázolja (kékkel), a kicsiket csak magnitúdó szerint (magyarázat alul). A függőleges vonalak és a zöld szín a Neptunusz rezonanciapályáit jelölik

Erősen elnyúlt pályájú égitestek alkotják, amelyek útvonala gyakran nagy szöget zár be a Naprendszer fősíkjával. Napközelpontjuk sok esetben 35 CsE környékére esik, míg a naptávol 100 CsE körül van. A Naprendszer kialakulása utáni időszakban az óriásbolygók, avagy közeli csillagok gravitációs hatásai lökhették őket jelenlegi pályáikra. Leghíresebb képviselőjük az 1996 TL66. Elképzelhető, hogy néhány nagyon távoli képviselőjük (pl. Sedna) is ide tartozik, de lehetséges, hogy utóbbiak messzebbről sodródtak beljebb, és az üstökösfelhők egy még távolabbi zónájának (Oort-felhő) legbelső képviselői.
A szórt korong objektumainak különböző alcsoportokba való beosztása még vitatott. Egyes értelmezések szerint csak a kubevánok (más néven „klasszikus kuiper-övi objektumok”) és a rezonáns pályán keringő testek tartoznak a Kuiper-övbe, és a szórt korong populációja ettől elkülönülne. A nagyon távoli napközelpontú égitestek, mint pl. a Szedna, beoszthatók egy bővített szórt korong (E-SDO, Extended Scattered Disc Objects), vagy „távoli elkülönülő objektumok” (DDO, Distant Detached Objects) néven. Más csillagászok a távolabbi szórtkorong-objektumokat az Oort-felhő belső részéhez sorolják. Amatőrcsillagász szempontból a távolsági adatok egyszerűsítésével a Kuiper-övhöz szokták sorolni.

## Keletkezése
Alessandro Morbidelli és Harold F. Levison csillagászok feltevése szerint valamikor egy barna törpecsillag közelíthette meg Naprendszerünket, és a nagyobb Nap néhány kísérőjét – mint például a Sedna – elragadta. Ez lehet a magyarázat az erősen ferde pályájukra. Kölcsönhatásba léptek a Neptunusszal is, és a Kuiper-öv objektumait is némileg elszórták.